# 皇甫璠
皇甫璠（？—577年），字景瑜，安定郡三水县（今陕西省咸阳市旬邑县）人，北魏、西魏、北周官员。 

## 生平
皇甫璠家族世代为中原以西地区有声望的族姓，后来迁居到京兆郡。皇甫璠的父亲皇甫和是雍州治中。大统末年，追赠皇甫和散骑常侍、仪同三司、泾州刺史。
皇甫璠从小忠厚严谨，有才干谋略。永安年间，皇甫璠被征辟出任州都督。宇文泰出任雍州牧时，皇甫璠补任主薄，因为办事勤劳受到赏识，经常受到褒奖。大统四年（538年），皇甫璠被引荐出任丞相府行参军，很快转任田曹参军、东阁祭酒，加散骑侍郎，稍微升任兼太常少卿、都水使者，历任蕃部、兵部、虞部、民部、吏部等各曹郎中。北周六官建立，皇甫璠出任计部下大夫。
周孝闵帝宇文觉即位，皇甫璠转任守庙下大夫，获选任为东道大使，巡视安抚州防。皇甫璠很快加车骑大将军、仪同三司，封长乐县子，食邑五百户，出任玉壁总管府长史。保定年间，皇甫璠升任鸿州刺史，又入朝出任小纳言，不久出任陇右总管府司马，转任陕州总管府长史，又出任蕃部中大夫，进骠骑大将军、开府仪同三司，再度出任陇右总管府长史。皇甫璠性情平和，小心遵守法度，安分坚守志向，总是以清白自居，当时称他为善人。 
建德元年（572年），皇甫璠出任民部中大夫，建德三年（574年），皇甫璠出任随州刺史，他的行政宽大仁爱，百姓安定。当年，朝廷增加皇甫璠食邑总计二千户。建德六年（577年），皇甫璠在随州刺史任内去世，朝廷赠予交渭二州刺史，谥号恭。

## 家庭

### 祖父
- 皇甫重华，北魏使持节、龙骧将军、梁州剌史[8]

### 父亲
- 皇甫和，北魏雍州赞治，赠使持节、散骑常侍、车骑大将军、仪同三司、胶泾二州刺史[8][9]

### 子女
- 皇甫谅，北周大都督、吏部下大夫、长乐县子
- 皇甫诞，隋朝仪同三司、并州总管府司马，赠柱国、左光禄大夫，封弘义郡公，食邑五千户，谥号明公[8]

## 延伸阅读
[在维基数据编辑]
 《周書·卷39》，出自令狐德棻《周書》
 《北史·卷070》，出自李延壽《北史》